# Kepler-1229
Kepler-1229 (также KOI-2418, KIC 10027247; ранее 2MASS J19495680+4659481) — красный карлик в созвездии Лебедя, расположенный примерно в 870 световых годах от Солнечной системы.
До открытия Kepler-1229 b, единственной экзопланеты в планетной системе Kepler-1229, звезда обозначалась как 2MASS J19495680+4659481.

## Характеристики
Kepler-1229 — это красный карлик, имеющий массу примерно в 0,43 раза больше массы Солнца и радиус, который примерно в 0,51 раз больше радиуса Солнца. Возраст звезды оценивается примерно в 3,72 млрд. лет.
Видимая звёздная величина Kepler-1229 оценивается в 14,474, из-за чего его невозможно увидеть невооружённым глазом с Земли.
Температура звезды оценивается примерно в 3784 K (3510,85 oC), поэтому возможно, что она принадлежит спектральному классу M или K.